# Oradea
Oradea (mađarski Nagyvárad, njemački Großwardein, slavensko ime Veliki Varadin) je rumunjski grad na sjeverozapadu zemlje 13 km od granice s Mađarskom.
Glavni je grad županije Bihor i najveći grad povijesne pokrajine Crișana. Crișana je zapadni dio veće povijesne pokrajine Transilvanije uz granicu s Mađarskom.

## Povijest
Oradea je nastala u 10. st. kao mala tvrđava. U 11. st. je mađarski kralj Ladislav osnovao biskupiju. Prvi dokumentiran spomen grada je iz 1113. godine na latinskom imenu Varadinum. Grad se jače razvija u 14. st. kad se gradi gotička katedrala i brojni spomenici. Grad je imao značajnu zvjezdarnicu u kojoj je u 15. st. radio poznati astronom i geograf Georg von Peuerbach koji je predložio da Zemljin početni meridijan prolazi kroz Varadin. U 15. i 16. st. je grad razoren u mnogim turskim napadima. Turci su nakratko zavladali gradom krajem 17. st.
Nakon povratka mađarske vlasti se grad obnavlja u baroknom stilu. Grad se brzo razvija, te je krajem 19. st. imao brojne literarne nazive kao "Sretan grad", "Grad sutrašnjice", "Pariz ili Atena na rijeci Körös". Posebno se naseljavaju brojni Židovi koji su prije 2. svj. rata činili skoro trećinu stanovništva grada.
Nakon 1. svj. rata grad dolazi pod rumunjsku vlast kao dio Transilvanije iako su Rumunji činili manje od 10% stanovnika grada, a veliku većinu su činili Mađari. Nakon toga se Mađari iseljavaju, a doseljavaju Rumunji, ali su Mađari i dalje imali većinu (sve do 1966. godine).
Tokom 2. svj. rata je grad nakratko ponovo postao dio Mađarske. Većina Židova je odvedena u koncentracijske logore i poubijana, a ostalo ih je tek nekoliko stotina. Nakon 2. svj. rata se grad vraća pod rumunjsku vlast. S vremenom se udio Rumunja sve više povećava, a Mađara smanjuje. Danas oko 70% stanovnika čine Rumunji, a 30% Mađari. Židovi danas čine samo 0,1% stanovništva.

## Zemljopis i gospodarstvo
Oradea je smještena u podnožju gorja Apuseni (zvanog još i Bihor). Nalazi se na kontaktu gorja i Panonske nizine na rijeci Crișul Repede (mađarski Sebes-Körös). Na prostoru grada postoje mnogi termalni izvori (u blizini su poznate toplice Băile Felix).
Oradea je jedan od gospodarski najrazvijenijih gradova Rumunjske (bruto društveni proizvod je 150% veći od rumunjskog prosjeka). To je najviše posljedica položaja grada na glavnom prometnom pravcu uz granicu s Mađarskom te u grad dolaze brojna strana ulaganja. Najrazvijeniji je tercijarni sektor, ali je infrastruktura još uvijek slabo razvijena.

## Znamenitosti
Oradea je poznata po brojnim građevinama građenim u baroknom stilu (grad je obnavljan nakon povlačenja Turaka, a bečki arhitekt Franz Anton Hillebrandt je planirao sagraditi barokni grad. Najvažnija je najveća barokna katedrala u Rumunjskoj i barokni muzej s 365 prozora. Značajna je tvrđava sagrađena u peterokutnom obliku. Zanimljiva je crkva Biserica cu Lună čiji sat pokazuje Mjesečeve mijene. Postoji i najveća baptistička crkva istočne Europe.

## Gradovi prijatelji
- Mantova, Italija
- Ceyrat, Francuska
- Košice, Slovačka
- Givatayim, Izrael
- Coslada, Španjolska
- Debrecen, Mađarska
- Linköping, Švedska

## Vanjske poveznice
- Službena stranica grada

### Ostali projekti
|  | Zajednički poslužitelj ima još gradiva o temi Oradea |